# Carlos Luis Fallas
Carlos Luis Fallas Sibaja (21 janvier 1909 – 7 mai 1966), aussi appelé Calufa, est un écrivain et militant politique costa-ricain.
Né à Alajuela d'une mère célibataire, Fallas ne suivit que les deux premières années de l'enseignement secondaire avant d'aller à Limón, sur la côté Atlantique du Costa Rica, où il travailla dans les bananeraies de la United Fruit Company. Y trouvant déplorables les conditions de travail, il retourna à Alajuela à l'âge de 22 ans et trouva du travail comme cordonnier.
Il devint militant dans le mouvement syndical et dans le parti communiste du Costa Rica, Vanguardia Popular. Après un affrontement sanglant entre les ouvriers en grève et la police, un juge le condamna en 1933 à un an de bannissement sur la côte Atlantique. Là, Fallas devint le leader de la grève des 15000 travailleurs de bananeraies en 1934. En 1942, il fut élu représentant du conseil de la ville et en 1944 il devint un membre du Congrès national. Il lutta lors de la Guerre civile du Costa Rica de 1948 du côté des forces du gouvernement, auxquelles les communistes étaient alliés.
En tant qu'auteur, il est surtout connu pour ses romans Mamita Yunai (1940), qui dénonce les dures conditions de travail subies par les ouvriers de la United Fruit Company et qui est cité dans le Canto General de Pablo Neruda, et pour Marcos Ramírez (1952), un roman de formation comique sur la vie d'un garçon costaricien au début du XXe siècle, largement inspiré de la propre vie de Fallas. Ses autres œuvres incluent Gentes y gentecillas (1947), et Mi madrina (1954).
Malgré sa brève formation scolaire et une maigre production, Fallas est l'un des auteurs les plus lus du Costa Rica. En 1962, il est récompensé par le prix du roman de la Fondation ibéro-américaine 
William Faulkner pour Marcos Ramírez. Il reçoit le prix Magón, la plus haute distinction culturelle, peu avant sa mort d'un cancer du rein à l'âge de 57 ans. Le Congrès l'a nommé "bienfaiteur de la patrie" à titre posthume en 1977.
distinction 